# Studencki schron turystyczny „Skalanka”
Studencki schron turystyczny „Skalanka” – górski schron turystyczny (chatka studencka), położony w Beskidzie Żywieckim, w paśmie granicznym na południe od Przełęczy Zwardońskiej, pod Skalanką.

## Historia
Drewniany budynek został wybudowany prawdopodobnie około 1930. W latach 50. XX wieku został kupiony przez Piotra Szajkiewicza i wówczas dobudowano do niego kuchnię oraz warsztat. Później budynek kupił Almatur. W stanie wojennym obiekt został zamknięty. W kolejnych latach zmieniał właścicieli. W 2007 od Niezależnego Zrzeszenia Studentów budynek przejęła Politechnika Śląska i przekazała w użyczenie organizacji AEGEE-Gliwice. W 2009 do współużytkowników budynku dołączył Klub Miłośników Turystyki „Grzmot–Odrodzenie” (skupiający miłośników dawnej chatki studenckiej pod Błatnią, która spłonęła w 1995), by po niespełna pół roku stać się nowym dzierżawcą obiektu (1 lutego 2010). AEGEE wycofało się na prośbę rektora z prowadzenia obiektu.
W październiku 2011 Politechnika podjęła decyzję o sprzedaży budynku. W marcu 2012 roku kupiło go stowarzyszenie Klub Miłośników Turystyki „Grzmot–Odrodzenie”.

## Warunki pobytu
Chatka to budynek piętrowy, posiada kuchnię i werandę, natomiast toaleta i prysznice znajdują się w piwnicy. Jest również wychodek na zewnątrz. W kilku pokojach mieści się ok. 50 osób. Do chatki doprowadzono prąd oraz bieżącą wodę. Zwyczajowym miejscem spotkań jest weranda, z której rozpościera się widok na szczyty i doliny Beskidu Żywieckiego m.in. na Pilsko (1557 m n.p.m.), Rachowiec (954 m n.p.m.), Muńcuł (1165 m n.p.m.) i Oźną (952 m n.p.m.).

## Szlaki turystyczne
– graniczny szlak ze Zwardonia (↑ 0.45 h, ↓ 0.30 h) na Wielką Raczę (↑ 3.15 h, ↓ 2.20 h), biegnie tuż obok chatki.